# Hans von Guretzky-Cornitz
Hans Karl von Guretzky-Cornitz fue un general del ejército alemán de la Primera Guerra Mundial. Fue comandante de la 9.ª División de Reserva durante la primera parte de la guerra. Se destaca por un incidente durante la Batalla de Verdún de 1916 cuando informó falsamente que capturó Fort de Vaux y recibió la Pour le Mérite.

## Biografía
Guretzky-Cornitz nació en 1855. Para 1904 era coronel y jefe de personal del IX Cuerpo de Ejército.
Durante la primera parte de la Primera Guerra Mundial, Guretzky-Cornitz comandó la 9.ª División de Reserva. La división participó en la Batalla de Verdún en 1916 y se apoderó del pueblo de Vaux-devant-Damloup de manos de las tropas francesas a principios de marzo. El 9 de marzo, Guretzky-Cornitz recibió informes de que sus tropas habían capturado la fortificación francesa clave de Fort de Vaux. Se creía que los franceses habían abandonado el puesto como lo habían hecho anteriormente en Fuerte Douaumont. El informe procedía de un oficial de infantería de avanzada. El comandante de la brigada planteó dudas, pero la confirmación aparente provino de un observador de artillería que informó haber visto una bandera alemana en el glacis del fuerte y otros observadores informaron haber visto tropas alemanas en el fuerte con armas apiladas. El comandante de la brigada de artillería señaló que esto era poco probable, pero se le ordenó que dejara de disparar contra el fuerte de inmediato.
Guretzky-Cornitz envió un informe autoengrandecedor al cuartel general del 5.º Ejército, desde el cual se envió en adelante sin verificación. La captura de Fort de Vaux fue notificada a la prensa mundial como una gran victoria. El emperador alemán Guillermo II autorizó la concesión de la Pour le Mérite a Guretzky-Cornitz por el éxito. Debido a la importancia de la victoria, el comandante del 5.º Ejército, el príncipe heredero Guillermo de Prusia, tomó la medida inusual de conducir de inmediato al cuartel general de Guretzky-Cornitz para otorgar la medalla personalmente el 9 de marzo.
Una columna de tropas enviada por Guretzky-Cornitz para ocupar Fort de Vaux descubrió que los defensores aún estaban presentes. Fueron ametrallados mientras marchaban sobre el glacis y sufrieron numerosas bajas. El rechazo apareció en la propaganda francesa. Se hizo un nuevo comunicado de prensa alemán en el que se afirmó que, tras un contraataque francés, habían recuperado el fuerte una vez más. A pesar del informe engañoso, a Guretzky-Cornitz se le permitió conservar su condecoración. Murió en 1917.